# Samuel Blair
Samuel „Sammy“ Blair (* 1935; † Dezember 2010) war ein nordirischer Badmintonspieler. 

## Karriere
Samuel Blair war einer der bedeutendsten Badmintonspieler seines Landes in den 1960er Jahren. National gewann er insgesamt acht Titel. 1968 nahm er an der Erstauflage der Badminton-Europameisterschaften teil.

## Sportliche Erfolge
| Saison | Veranstaltung                 | Disziplin    | Platz | Name                           |
| ------ | ----------------------------- | ------------ | ----- | ------------------------------ |
| 1964   | Irland: Einzelmeisterschaften | Mixed        | 1     | Samuel Blair / Mary O’Sullivan |
| 1965   | Irland: Einzelmeisterschaften | Mixed        | 1     | Samuel Blair / Mary O’Sullivan |
| 1965   | Irland: Einzelmeisterschaften | Herrendoppel | 1     | C. W. Wilkinson / Samuel Blair |
| 1966   | Irland: Einzelmeisterschaften | Herrendoppel | 1     | C. W. Wilkinson / Samuel Blair |
| 1967   | Irland: Einzelmeisterschaften | Herrendoppel | 1     | C. W. Wilkinson / Samuel Blair |
| 1968   | Irland: Einzelmeisterschaften | Herrendoppel | 1     | C. W. Wilkinson / Samuel Blair |
| 1969   | Irland: Einzelmeisterschaften | Herrendoppel | 1     | C. W. Wilkinson / Samuel Blair |
| 1970   | Irland: Einzelmeisterschaften | Herrendoppel | 1     | C. W. Wilkinson / Samuel Blair |

## Referenzen
- http://www.highbeam.com/doc/1P2-27532921.html

| Personendaten    | Personendaten                 |
| ---------------- | ----------------------------- |
| NAME             | Blair, Samuel                 |
| ALTERNATIVNAMEN  | Blair, Sammy                  |
| KURZBESCHREIBUNG | nordirischer Badmintonspieler |
| GEBURTSDATUM     | 1935                          |
| STERBEDATUM      | Dezember 2010                 |